# Hens Dekkers
Heinrich Gerardus „Hens“ Dekkers (* 6. Mai 1915 in Rotterdam; † 19. November 1966 in Den Haag) war ein niederländischer Boxer.

## Werdegang
Hens und sein Bruder Tin Dekkers nahmen an den Olympischen Sommerspielen 1936 in Berlin teil. Hens unterlag im Viertelfinale des Weltergewichtsturnier dem Deutschen Michael Murach. Tin erreichte im Mittelgewichtsturnier ebenfalls das Viertelfinale, wo er gegen Raúl Villarreal aus Argentinien ausschied.